# Lahnbrücke Runkel

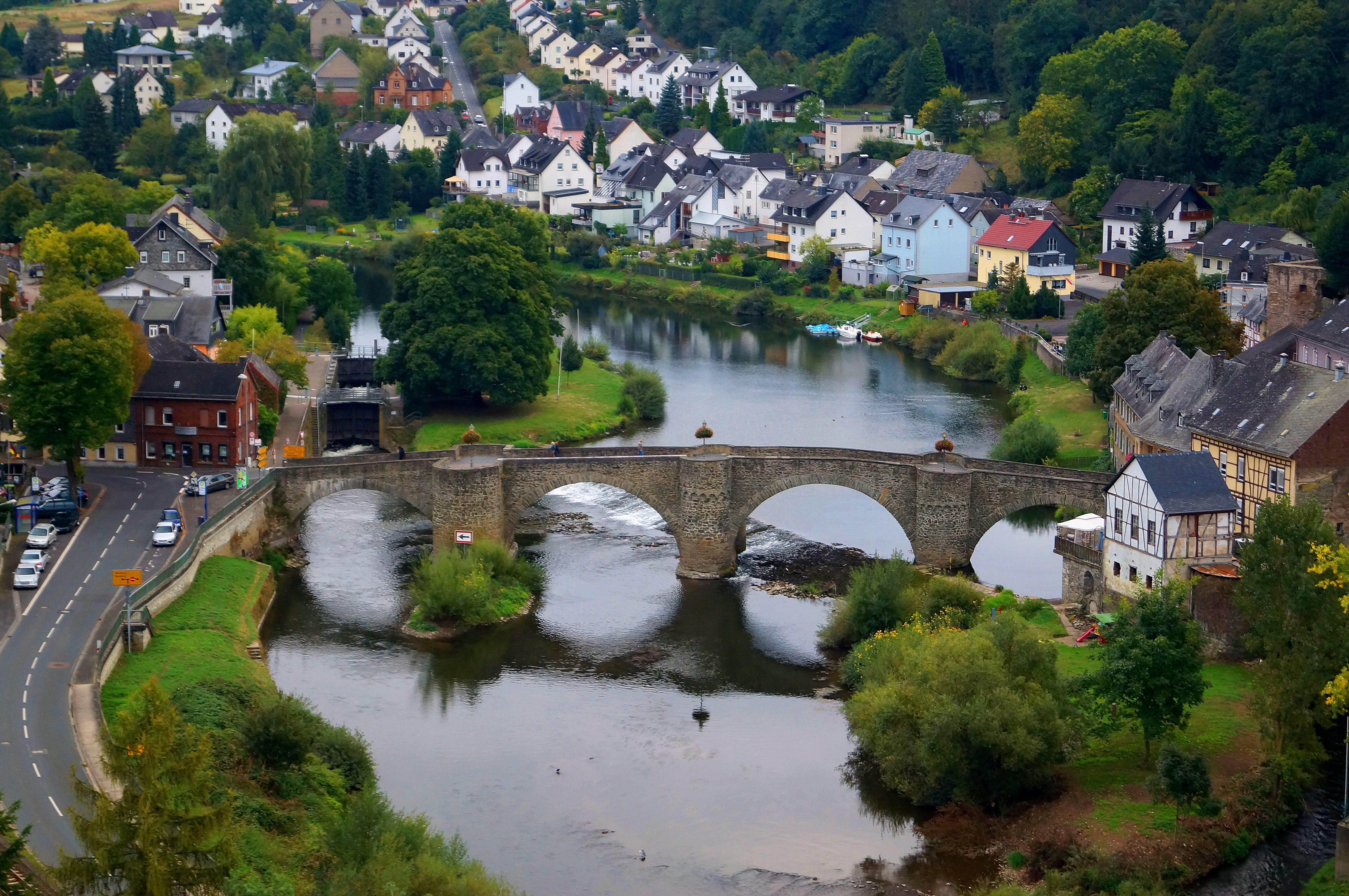
Die Lahnbrücke Runkel von Schadeck aus gesehen

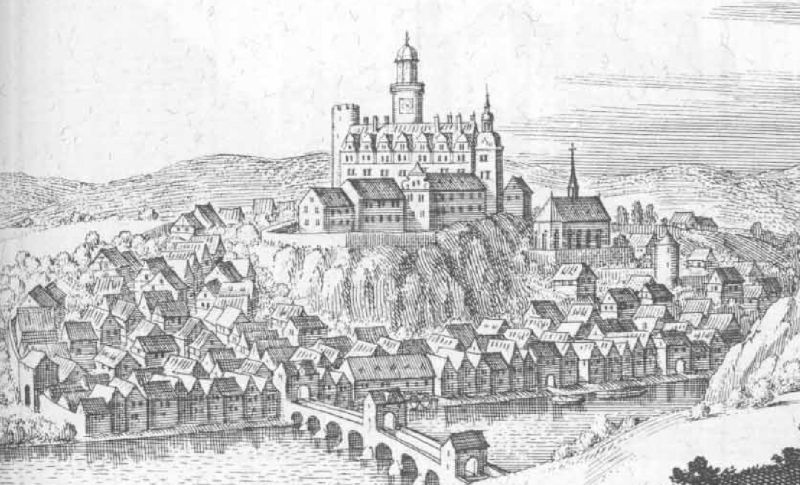
Ansicht der Stadt Runkel aus der Topographia Hassiae von Matthäus Merian 1655

Die Lahnbrücke Runkel ist eine 1448 errichtete Brücke über die Lahn in Runkel im hessischen Landkreis Limburg-Weilburg. Die Brücke hat nur noch lokale Verkehrsbedeutung, seit 1978 lahnabwärts eine neue Brücke errichtet wurde.

## Erscheinungsbild
Die Lahnbrücke verfügt über vier Segmentbögen. Die lichte Weite der Bögen beträgt, im Bild von rechts aus gesehen, 13,80 Meter, 15,51 Meter, 15,91 Meter und 14,69 Meter. Die Pfeilerbreite ist 5,65 Meter beim rechten, 4,53 Meter beim mittleren und 4,56 Meter beim linken Pfeiler. Unter dem dritten Bogen verläuft ein Wehr.

## Geschichte
Mit dem Bau der Lahnbrücke wurde von Dietrich IV. von Runkel im Jahr 1440 begonnen. Die Brücke verfügte über Brückentürme und eine Zugbrücke. Der Schadecker Burgherr Reinhard von Westerburg sah in dem Bauwerk einen „burglichen Bau“ und darin einen Widerspruch zu einem 1288 geschlossenen Vertrag. Es kam zu einer zweijährigen Fehde, die durch einen Waffenstillstand beendet wurde. Im Jahr 1448 kam es dann zu einem Vertrag, mit dem beide Herren beschlossen, die Brücke gemeinsam zu bauen und nutzen.
In den folgenden Jahrhunderten wurde die Brücke mehrfach beschädigt, aber nie völlig zerstört. 1815 wurde der Brückenturm abgerissen. Im Zuge der Schiffbarmachung der Lahn wurde 1841/42 die Brücke umgebaut und eine Schleuse an der Brücke errichtet.
Den Zweiten Weltkrieg überstand die Brücke unversehrt. Mit dem Bau einer neuen Brücke in Runkel 1978 verlor die Lahnbrücke ihre Verkehrsbedeutung.
Zusätzlich zum Denkmalschutz hat die Burg den Schutzstatus für den Kriegsfall nach der Haager Konvention erhalten.